# 第44軍 (德國國防軍)
第44軍（德语：XXXXIV. Armeekorps）是二戰期間德國陸軍中的一個軍。第44軍於1940年4月15日在第17军区（維也納）成立，並作為第6集團軍的一部分參加了法國戰役。在突破埃納河後，它向盧瓦爾河進發並佔領了奧爾良。1940年7月，該軍團被轉移到波蘭总督府並置於第4集團軍的指揮下。第44軍随后在中央集团军群第6集团军的指挥下参加了巴巴罗萨行动，并在1942-43年参加了南线的历次战役。1944年，該軍撤退到羅馬尼亞，並在1944年8月的第二次雅西-奇西瑙攻勢中被彻底摧毀。
第44軍于1944年9月27日正式解散，随后再未重建。